# Durham (Oregon)
Durham è una città degli Stati Uniti d'America situata nell'Oregon, nella Contea di Washington.